# Batopilas (község)
Batopilas egy község Mexikó Chihuahua államának délnyugati részén. 2010-ben lakossága kb. 14 400 fő volt, ebből mintegy 1200-an laktak a községközpontban, Batopilasban, a többi 13 200 lakos a község területén található 423 kisebb településen élt.

## Fekvése
A Chihuahua délnyugati részén, Sinaloa állam határán fekvő község teljes területe a Nyugati Sierra-Madre hegyvidékéhez tartozik. Legmélyebb völgyei a tenger szintje felett kevesebb mint 400 méterrel fekszenek, míg a legmagasabb csúcsok a 2700 m-t is meghaladják. Legjelentősebb állandó vízfolyásai a Batopilas, a Río Fuerte, a Tazajiza, a Gentiles, a Huimayvo és a Los Llanitos, az időszakos patakok közül a San Rafaél és az Arroyo Alamitos a legfontosabbak. A község területének több mint 90%-át erdő és vadon borítja, 7%-ot tesznek ki a rétek és legelők, míg növénytermesztésre mindössze 1,6%-ot használnak.

## Élővilág
A terület fő növényfajai a ceiba, a ciprusok, a guayacán, a palo brasil, a fűzek, az anana, az avokádó, a banán, a citrom, a guayaba, a szilek, a palo blanco, a dió, a tamarindusz, a kőrisek, a palma real, az édes granadilla és a perjefélék, a magasabb fekvésű vidékeken pedig a fenyők és a magyaltölgyek jellemzők. Az állatok közül megemlítendők a szarvasok, a vadpulykák, a vaddisznó, az oncilla, az övesállatok, az amerikai borz, a puma, a különféle nyulak, arapapagájok, kolibrik, fürjek és galambok.

## Népesség
A község lakóinak száma a közelmúltban igen gyorsan növekedett, a változásokat szemlélteti az alábbi táblázat:
| Év   | Lakosság |
| ---- | -------- |
| 1990 | 9751     |
| 1995 | 11 109   |
| 2000 | 12 545   |
| 2005 | 13 298   |
| 2010 | 14 362   |

## Települései
A községben 2010-ben 424 lakott helyet tartottak nyilván, de nagy részük igen kicsi: 248 településen 20-nál is kevesebben éltek. A jelentősebb helységek:
| Település                           | Lakosság (2010) |
| ----------------------------------- | --------------- |
| Batopilas (községközpont)           | 1220            |
| Yoquivo                             | 831             |
| Polanco (Ranchería Mineral Polanco) | 537             |
| El Cuervo                           | 279             |
| San Juan de Dios (Agua Caliente)    | 257             |
| Sorichique                          | 248             |
| Aboreachi                           | 218             |
| San Ignacio                         | 213             |